# Hélène Lettry
 (juin 2015).
Si vous disposez d'ouvrages ou d'articles de référence ou si vous connaissez des sites web de qualité traitant du thème abordé ici, merci de compléter l'article en donnant les références utiles à sa vérifiabilité et en les liant à la section « Notes et références ».
Hélène Lettry est une femme de lettres française née le 12 avril 1887 à Lorient et morte le 21 octobre 1963 à Paris, ayant écrit des romans pour jeunes filles comme dans la Collection Stella.

## Biographie
Hélène Jeanne Lettry naît à Lorient dans le Morbihan, le 12 avril 1887, d'Étienne Lettry, enseignant au collège d'Auray, homme de lettres, fondateur et dirigeant du journal Le Phare de Bretagne, et de Hélène, Joséphine Le Picaut, femme au foyer,. Son frère, le docteur Jean Lettry (1881-1948), décoré de la Croix de guerre durant la Première Guerre mondiale, Chevalier de la Légion d'honneur et conseiller municipal est à l'initiative de la création de l'école des sages-femmes de Lorient,.
Divorcée en premières noces en 1920 d'Abel Bertrand, représentant de commerce à Tours, elle se remarie sept ans plus tard à Boulogne-Billancourt avec un cadre de la Banque de France et chevalier de la Légion d'honneur, Roger Fribourg. Le mariage est dissous en 1933,,.
En parallèle de sa carrière d'institutrice puis de bouquiniste, Hélène Lettry, qui se désigne elle-même comme femme de lettres sur ses cartes de visite, publie son premier roman, Les Astres morts, en 1926. Le titre s'inspire d'une œuvre de Camille Flammarion : « Alors, dans la nuit profonde de l'espace, le choc formidable de deux astres éteints créa tout à coup un feu céleste immense. Ce fut la résurrection de deux sombres cimetières en marche dans l'infini, l'aurore d'une vie nouvelle, l'annonce de nouveaux mondes et d'une vie nouvelle... »Les critiques littéraires relèvent un excès de « sensibilité » et d'« auto-analyse » mais saluent l'arrivée d'un « jeune talent » qui a reçu intensément la marque de la guerre. Pour l'écrivain André Billy, Hélène Lettry est « une mystique de l'amour. A notre époque, c'est une originalité. ».